# 再インストール

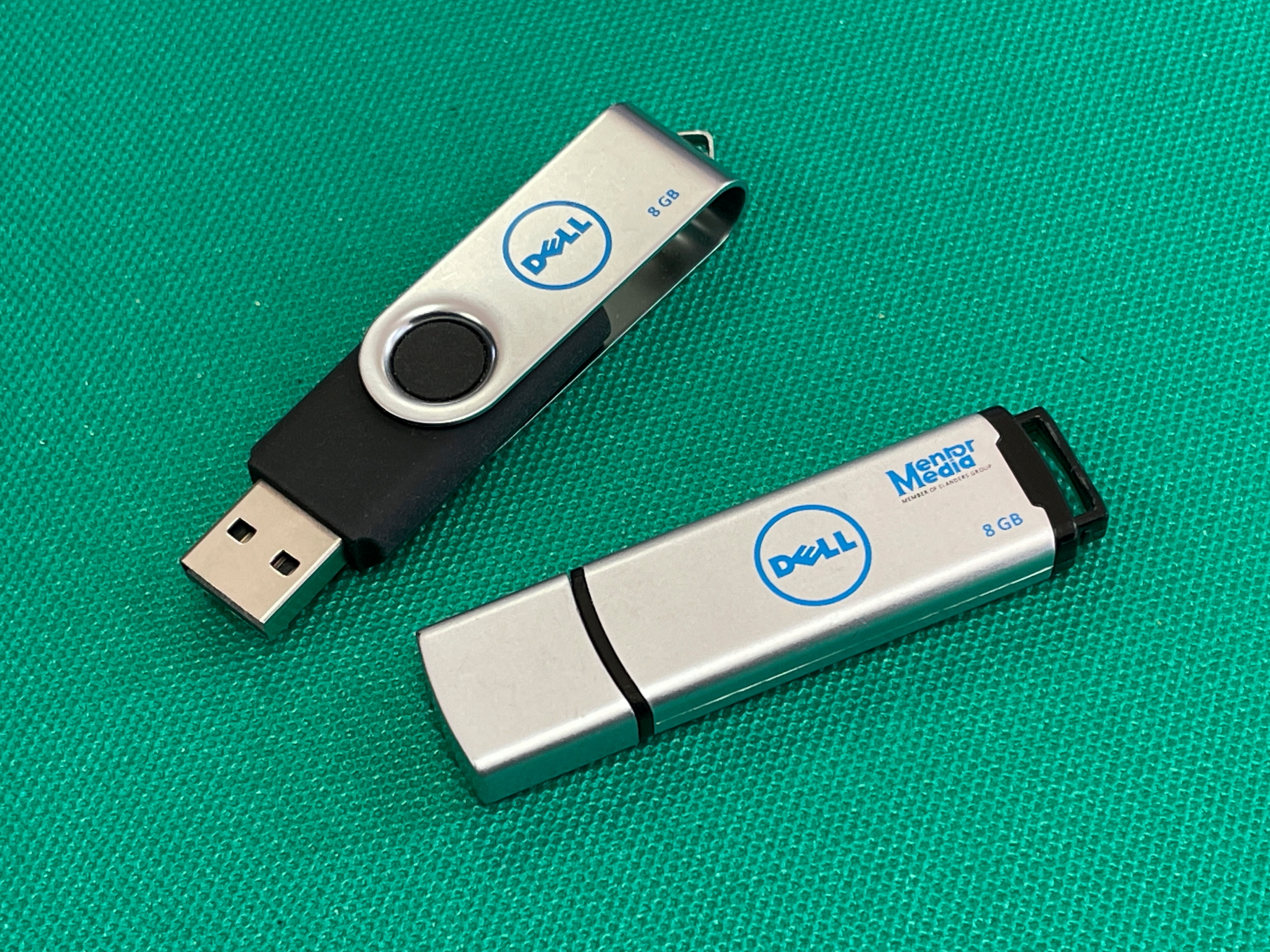
リカバリー及びリストアで使用されるUSBメモリキー

再インストール（さいインストール）とは、コンピュータにおいて、ソフトウェアが導入済み(インストール)の状態から再度導入すること。
リインストール、リカバリー、レストア、再セットアップ、初期化などとも呼ばれる。

## 概要
一般的に、そのソフトウェアが正常動作しないトラブルシューティングの手法として行なわれる。その目的上、一旦アンインストール（削除）してからインストール(追加)を行なうことが多い。
アンインストール
導入済みのソフトウェアを削除するためアンインストール実行する。その後、再度インストールを実行することにより、再インストールとなる。また、ソフトウェアによってはインストーラーを実行すると自動的に再インストールするものも存在する。これらの方法では設定ファイル等は削除されないことがあり、これが「再インストールしても問題が解決しない」原因になることもある。
修復インストール
クリーンインストールに対して、修復インストールをオプションで選択可能なOSやソフトウェアがある(Officeソフト等)。
修復インストールで問題が改善されない場合、クリーンインストールを試みることになる。

クリーンインストール
再インストールするソフトウェアがOSである場合は、他のソフトウェアも全て再インストールすることになるため、起動ドライブ等をフォーマットして、すべてのソフトウェアとデータを削除してから行なう。この作業をクリーンインストールと呼ぶ。
また、特定のソフトウェアの更新(アップデート)において、すべての設定を規定値(デフォルト)に戻しインストールすることをクリーンインストールと呼ぶ。
上書きインストール
フォーマットをせずにインストールを行うことを上書きインストールという。上書きインストールは、OSの異常なシステムファイルを置き換えるためのインストールの仕方である。しかし、コンピュータウイルスに感染したなどとシステムファイルとは関係のない障害が見られた場合はこの方法を行っても無意味である。
リカバリー
PCを購入時である初期状態に戻すこと。または、障害が発生したシステム、パソコン、サーバなどを復旧、回復、修復することをリカバリーと言う。
市販のWindowsプリインストールPCの多くが、OSの再導入方法として採用している。
一般的にはリカバリーディスクやHDDやSSD等のリカバリー領域からのリカバリー作業使用した復旧方法を呼ぶ。これを実行すると、OSの設定値やHDD内のデーターがすべて失われ、各種再設定や再セットアップが必要になる(事前にバックアップが必要)。
近年はリカバリーディスクは付属せず、HDDやSSDの故障に備えて手動で作成しておくか、メーカーから入手(購入等)する必要がある。機種によってはクリーンインストールが行なえず、リカバリー作業をせざるを得ない場合もあり、運用上制限が生じることがある。
リストア
故障や不具合による問題発生時や人的なミスにおいて、バックアップからファイルやディスクのデータの復旧、復元、再導入することをリストアと言う。